# Rajuvula

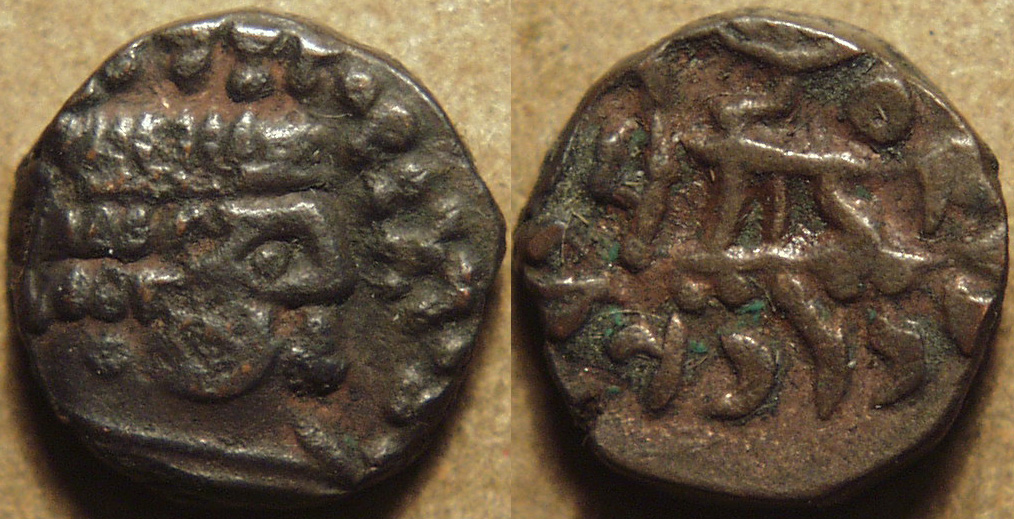
Moneda de Rajuvula.

Rajuvula (en escriptura kharosthi 𐨪𐨗𐨂𐨬𐨂𐨫 Ra-ju-vu-la) o Razi (del grec antic Ράζυ Rázy) fou un rei indoescita, gran sàtrapa (Mahakshatrapa) que governava la zona de Mathura al modern Uttar Pradesh al nord de l'Índia els primers anys del segle i. Els indoescites havien conquerit la zona de Mathura als reis hindús vers el 60 aC; alguns dels seus sàtrapes foren Hagamasha i Hagana, que van anar seguits de Rajuvula. Aquest va envair el darrer territori del regne Indogrec al Panjab oriental, que va conquerir, i va matar el darrer rei Estrató II i al seu fill o net Estrató III (no necessàriament al mateix temps).

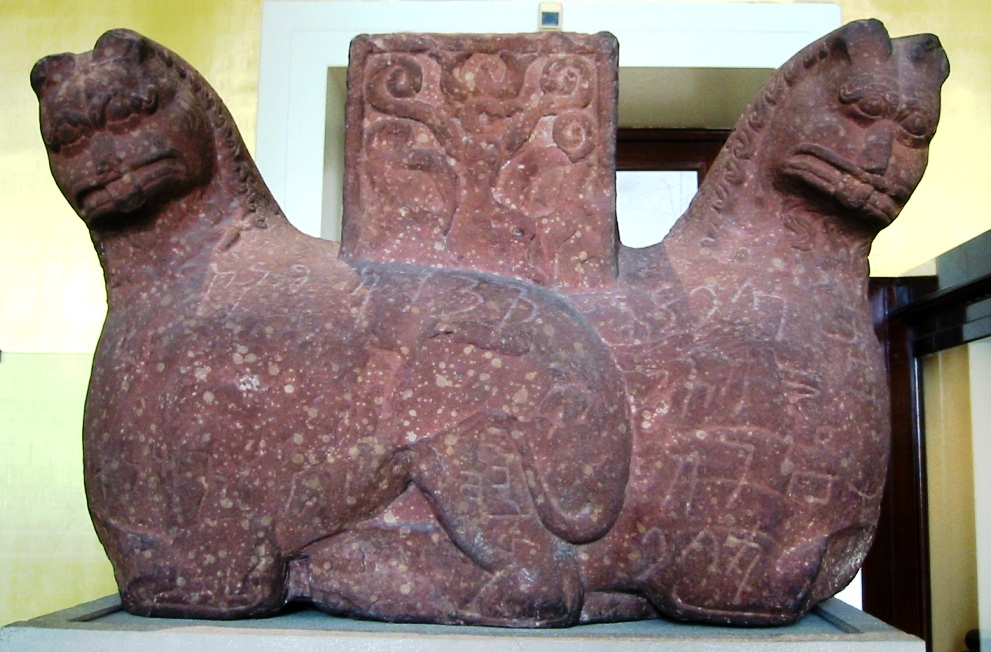
El relicari indoescita conegut com Mathura capital lleó, del, que esmenta a Rajuvula i la seva esposa Nadasi Kasa (Museu Britànic).

En una inscripció en un relicari conegut com a "Mathura capital lleó", en kharosthi es descriu el regal d'una stupa amb una relíquia de Buda per la reina Nadasi Kasa, "l'esposa de Rajuvula" i "germana d'Aiyasi Kamuia",; modernament la interpretació ha canviat a proposta de Sten Konow, seguit per altres, en què es considera el principal donant a la princesa Aiyasi Kamuia, "esposa principal de Rajuvula" i "germana de Yuvaraja Kharaosta Kamuio". Nadasi Kasa (o Nada Diaka) era germana d'Ayasia Kamuia.
Segons la versió antiga, Yuvarja Kharaosta Kamuio era fill d'Ayasi Kamuia que al seu torn era la vídua d'Arta o Arta Kamuia amb la que més tard es va casar Rajuvula. Konow va refusar aquest punt de vista i va concloure que Ayasia Kamuia, reina principal de Rajuvula fou la filla i no la mare de Kharaosta Kamuio. El fet que el "cognom" 'Kamuia' hagi estat utilitzat tant per Yuvaraja Kharaosta com per la princesa Aiyasi provaria que Aiyasi Kamuia fou la filla i no la mare de Yuvaraja Kharaosta Kamuio (Kambojaka), ja que el nom familiar era heretat de manera natural de la part del pare i no de la part de la mare. Sembla que la interpretació de Konow és més convincent. Aquesta inscripció també esmenta la genealogia de diversos sàtrapes indoescites de Mathura. La presència del símbol budista "triratana" al centre de l'objecte suggereix que Rajvula fou, almenys de manera nominal, seguidor de la fe budista.
Tres pobles amb el nom de Rajuwal, al districte de Kasur, al Pakistan, estan habitats per pobles kambojah que descendeixen de Rajuvula.